# Lepturges comptus
Lepturges comptus är en skalbaggsart som beskrevs av Julius Melzer 1930. Lepturges comptus ingår i släktet Lepturges och familjen långhorningar.
Artens utbredningsområde är Paraguay. Inga underarter finns listade i Catalogue of Life.